# Idiopsar brachyurus
Tentilhão-das-rochas ou cigarra-das-rochas (Idiopsar brachyurus) é uma espécie de ave da família Thraupidae.

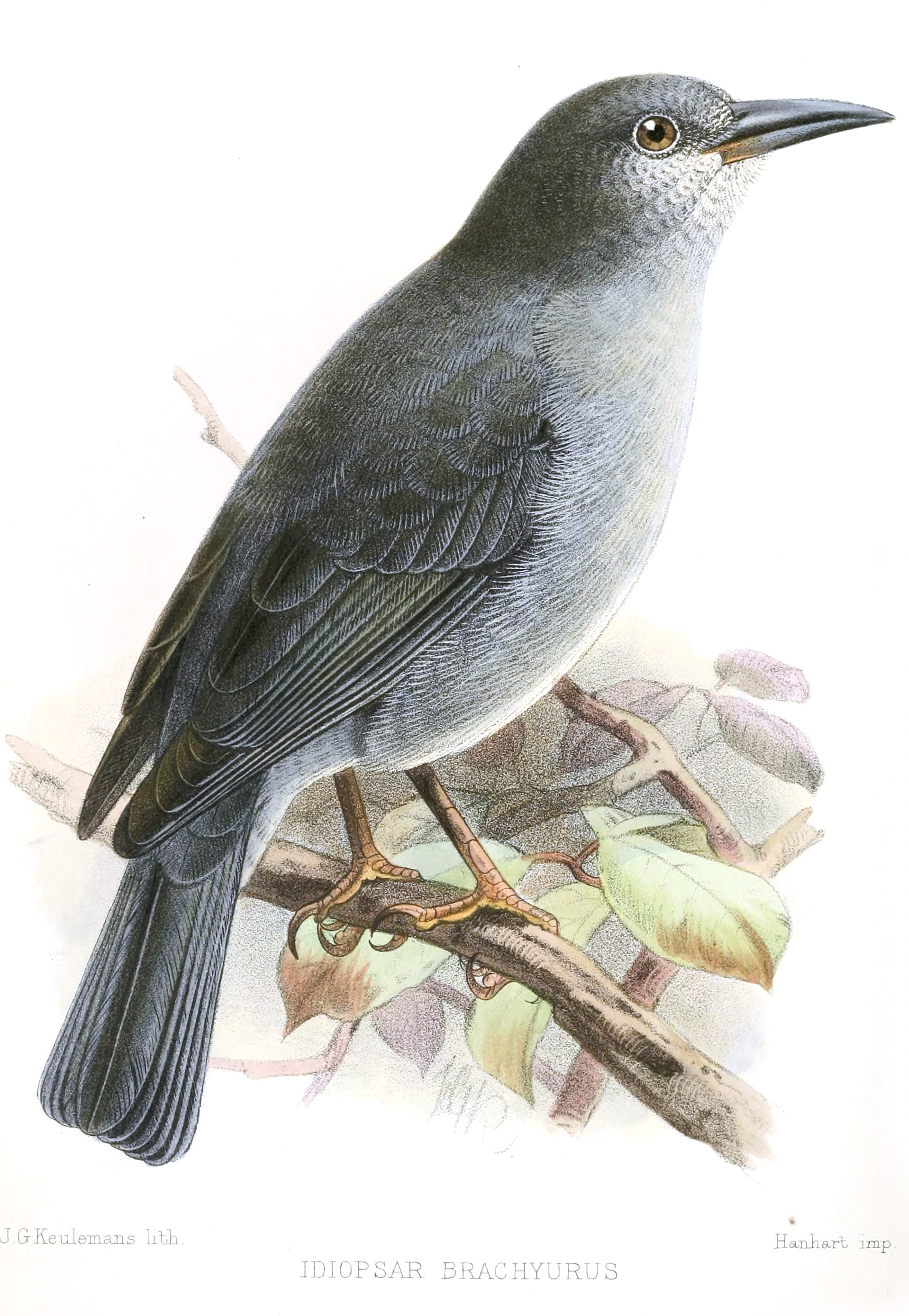

Pode ser encontrada nos seguintes países: Argentina, Bolívia e Peru.
Os seus habitats naturais são: campos rupestres subtropicais ou tropicais.